# Давид Проев
Давид Делев Проев е български просветен деец и революционер, деец на Вътрешната македоно-одринска революционна организация.

## Биография
Давид Проев е роден през 1884 година в лъгадинското село Негован, тогава в Османската империя, днес в Гърция. Произхожда от земеделско семейство, получава основното си образование в родното си село при учителите Аргир Манасиев и Димитър Биков. През 1905 година завършва курс на свещеническо училище в Скопие и през лятото на същата година е изпратен за учител в сярското село Кула, където през октомври 1906 година се среща с войводата Таската Серски и се присъединява към ВМОРО. През 1907 година е арестуван и лежи в Серския затвор, след което учителства в Горно Караджово, а през 1908 година се жени за Цвета Николова Захова. След Младотурската революция от юли 1908 година е отново учител в Кула, а по-късно в Макеш. По време на Балканската война през февруари 1913 година участва като доброволец в едно погранично сражение край Нигрита, между български и гръцки войски. През март същата година следва в Сяр 15-дневен курс за секретар-бирник в село Равна, а след края на Междусъюзническата война се установява в Петрич, България.
След 1920 година в съдружие с Динчо Божиков от село Зарово, Лъгадинско развива търговска дейност. Двамата откриват в Петрич магазин за колониални, железарски и стъкларски стоки и хотел „България“. Близък до ВМРО, с нейното одобрение през 1923 година е издигнат за кандидат-депутат от Мелнишка околия от Социалдемократическата партия.
Умира през 1971 година в Петрич. Давид Проев е автор на кратки спомени, публикувани през 2007 година от неговия внук Петър Делев.